# Michael Schmitz-Aufterbeck
Michael Schmitz-Aufterbeck (* 1955) ist ein aus dem Rheinland stammender deutscher Dramaturg und Theaterintendant.

## Leben und Wirken
Schmitz-Aufterbeck absolvierte nach seiner Schulzeit ein Studium der Musik- und Theaterwissenschaften sowie der Kunstgeschichte. Im Anschluss daran war er zunächst als Dramaturg und Regisseur der freien Theaterszene und ab 1993 unter der Intendanz von Sylvain Cambreling an der Frankfurter Oper als Dramaturg tätig. Im Jahre 1996 wurde er dort zum Chefdramaturgen ernannt. Nach zwischenzeitlichem Engagement bei den Salzburger Festspielen übernahm Schmitz-Aufterbeck im Jahre 1999 die Stelle des Operndirektors und Musiktheaterdramaturgs unter der Direktion von Barbara Mundel am Luzerner Theater. Im Jahre 2005 berief ihn das Theater Aachen als Nachfolger von Paul Esterházy zum Generalintendanten und Geschäftsführer. Unter seiner Verantwortlichkeit kamen am Großen Haus des Theaters Aachen beispielsweise im Jahre 2008 die Oper Nijinskys Tagebuch von Detlev Glanert, 2009 die Kinderoper Räuber Hotzenplotz von Andreas Tarkmann und am 7. November 2010 das Bibelwerk An den Wassern zu Babel von Tomasz Man zur Uraufführung.
Zwischenzeitlich übernahm Schmitz-Aufterbeck darüber hinaus auch einen Lehrauftrag am Institut für Angewandte Theaterwissenschaft der Justus-Liebig-Universität Gießen und an der Düsseldorfer Kunstakademie. Auf seinen verschiedenen Theaterstationen arbeitete er mit namhaften Regisseuren wie beispielsweise Reinhild Hoffmann, Christoph Marthaler, Peter Mussbach, Herbert Wernicke, Ernst-Theo Richter, Johannes Schütz und Veit Volkert zusammen.
Neben diesen hauptamtlichen Verpflichtungen wurde Schmitz-Aufterbeck am 14. September 2009 als Nachfolger von Gerd Leo Kuck zum Sprecher der Ständigen Konferenz der Theaterintendanten sowie am 13. November 2009 in den Vorstand des Landesverbandes Mitte im Deutschen Bühnenverein jeweils für zwei Jahre gewählt. Sowohl in seiner Eigenschaft als Funktionär als auch im Besonderen als Generalintendant setzt sich Schmitz-Aufterbeck maßgeblich dafür ein, dass die vorgesehenen Kürzungen, Fusionen oder gar Schließungen im Theaterbereich auf Grund knapper Kassen der Kommunen verhindert oder abgemildert werden können. Ferner engagiert er sich dafür, die Programme für alle Generationen attraktiver zu gestalten und, wie von ihm in Aachen veranlasst, das Theater den Bürgern durch „Außer-Haus-Veranstaltungen“ wie beispielsweise in einzelnen Stadtteilen, Fabrikhallen, Schulen etc., näher zu bringen.
Zum Wintersemester 2014 wurde Schmitz-Aufterbeck für seine 10-jährige Zusammenarbeit mit der Aachener Abteilung der Hochschule für Musik und Tanz Köln zum Honorarprofessor ernannt.
Mit dem Ende der Spielzeit 2022/23 übergab Schmitz-Aufterbeck die Leitung des Theaters Aachen an Elena Tzavara.
Schmitz-Aufterbeck ist mit der Theaterregisseurin Ewa Teilmans verheiratet.